# COLORS (콘서트 투어)
《KYUHYUN 10th Anniversary ASIA TOUR 'COLORS'》는 대한민국의 음악 그룹 슈퍼주니어의 멤버 규현의 솔로 데뷔 10주년을 기념하는 세 번째 콘서트 투어이다.

## 개요
2024년 10월 29일, 소속사 안테나뮤직은 각종 SNS를 통해 규현의 데뷔 10주년 기념 세번째 아시아 투어 일정을 공지하였고 11일 뒤인 7일에 팬클럽 선행 예매가 10일에는 일반 예매가 인터파크를 통해 진행되었다. 일반 예매를 통해 3회차의 티켓이 4분만에 전석 매진되는 기록을 달성한 바 있으며 규현은 약 5개월간에 걸친 총 13회의 아시아 투어를 통해 약 4만 8천여명의 누적 관객을 기록하였다.

## 투어 일정
| 날짜             | 도시     | 국가       | 장소                    | 관객 동원     |
| ---------------- | -------- | ---------- | ----------------------- | ------------- |
| 2024년 12월 22일 | 서울     | 대한민국   | 올림픽공원 올림픽 홀    | 통산 10,500명 |
| 2024년 12월 23일 | 서울     | 대한민국   | 올림픽공원 올림픽 홀    | 통산 10,500명 |
| 2024년 12월 24일 | 서울     | 대한민국   | 올림픽공원 올림픽 홀    | 통산 10,500명 |
| 2025년 1월 4일   | 가오슝시 | 대만       | 가오슝 뮤직 센터        | 2,000명       |
| 2025년 1월 25일  | 홍콩     | 홍콩       | 아시아 월드 엑스포 홀 3 | 3,000명       |
| 2025년 2월 8일   | 자카르타 | 인도네시아 | 더 카사블랑카 홀        | 1,000명       |
| 2025년 2월 22일  | 타이베이 | 대만       | NTSU 아레나             | 통산 20,000명 |
| 2025년 2월 23일  | 타이베이 | 대만       | NTSU 아레나             | 통산 20,000명 |
| 2025년 3월 5일   | 요코하마 | 일본       | 요코하마 분타이         | 통산 10,000명 |
| 2025년 3월 6일   | 요코하마 | 일본       | 요코하마 분타이         | 통산 10,000명 |
| 2025년 3월 15일  | 방콕     | 태국       | MCC 홀                  | 2,000명       |
| 2025년 3월 22일  | 마카오   | 마카오     | 런더너 아레나           | 7,000명       |
| 2025년 4월 5일   | 마닐라   | 필리핀     | 뉴 프론티어 극장        | 4,000명       |

## 세트 리스트
- Concert Start -
- Restart
- 투게더 (Together)

- Ment -
- 기지개 (Journey)
- 그게 좋은거야 (Time With You)
- Last Poem

- Ment -
- OST Medley

1. 내 마음이 움찔했던 순간 (The Moment My Heart)
2. 우리 사랑 이대로 (Still Our Love Continue)
3. 화려하지 않은 고백 (Confession Is Not Flashy)

- Ment -
- 수평선 (Horizon)
- 밀리언조각 (A Million Pieces)

- Ment -
- 슬픈 밤 (Nights Without You)

- VCR #1 -
- Chistmas Carol Medley

1. It's Time To Look A Lot Like Christmas
2. Last Christmas

- Universe

- Ment -
- Bring It On
- 슈퍼주니어 Medley

1. U
2. Sorry, Sorry
3. Devil
4. SUPER Clap

- Ment -

※ KYUpiter's Request Song ※

- Ment -
- 하루마다 끝도 없이 (Unending Days)
- 그렇지 않아 (The Story Behind)

- Ment -
- Dreaming (With Band Introduction)

- Encore VCR -
- 광화문에서 (At Gwangwamun)

- Ment -
- 어느 봄날 (One Spring Day)

- Ment -
- 지금 여기, 너 (Wishes)

## KYUpiter's Request Song
| 도시 | 순위 | 곡                               |
| ---- | ---- | -------------------------------- |
| 서울 | 1    | Eternal Sunshine                 |
| 서울 | 2    | 다시 만나는 날 (Goodbye For Now) |
| 서울 | 3    | 여전히 아늑해 (Still)            |
| 서울 | 4    | 애월리 (Aewol-ri)                |
| 서울 | 5    | Rainbow                          |

## 게스트
| 일정            | 게스트           |
| --------------- | ---------------- |
| 2025년 1월 25일 | 힌스 청          |
| 2025년 2월 8일  | 게아 인드라와리  |
| 2025년 2월 22일 | 831 밴드         |
| 2025년 2월 23일 | 831 밴드         |
| 2025년 3월 15일 | KRIST            |
| 2025년 3월 22일 | Keung To         |
| 2025년 4월 5일  | Moira Dela Torre |

## 제작
- 주최 : 안테나뮤직
- 주관 : 모티브프로덕션